# Barkeria dorotheae
Barkeria dorotheae es una especie de orquídea epífita originaria de  México.

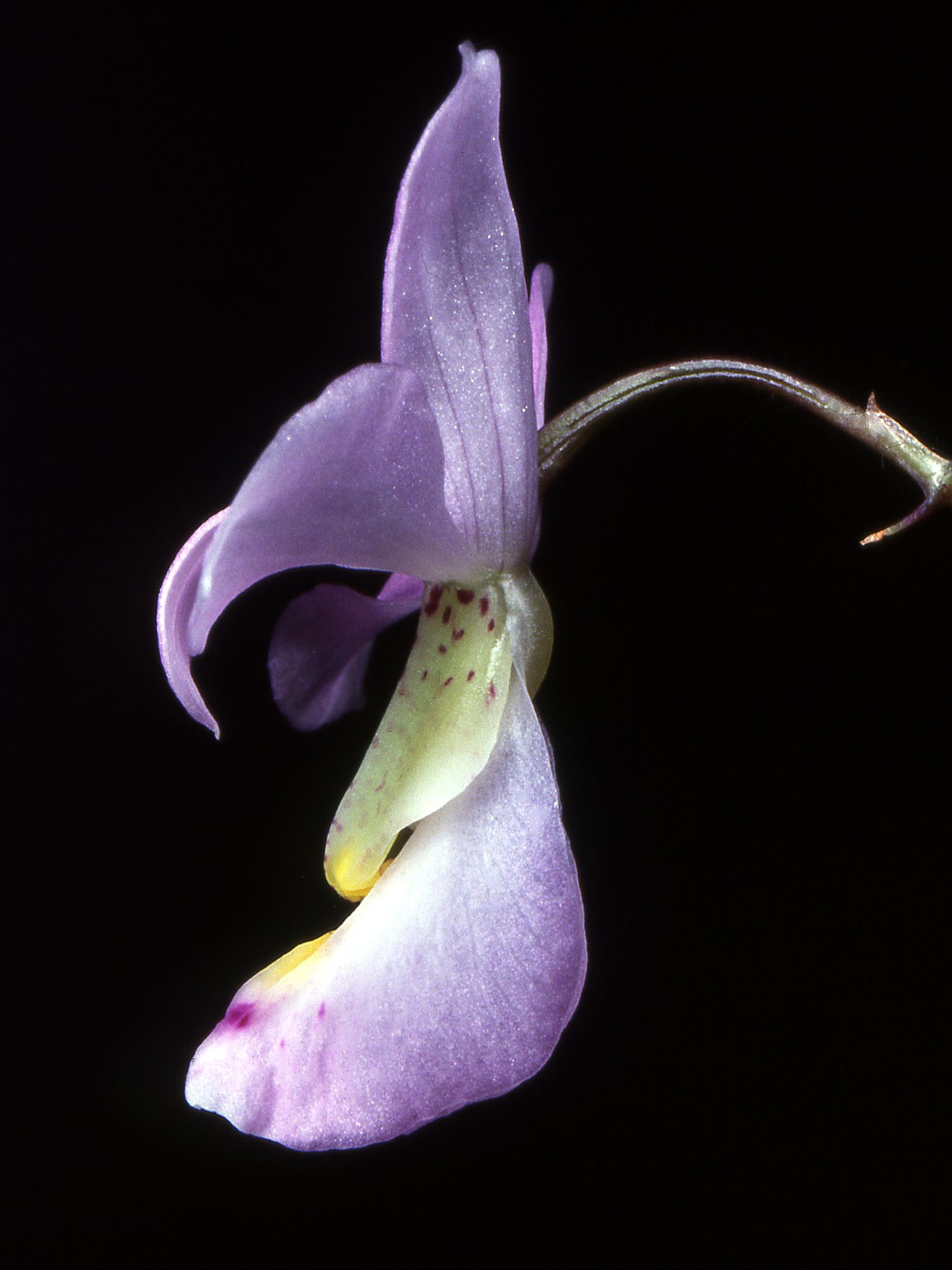
Detalle de la flor

## Descripción
Es una pequeña orquídea epífita, a veces, litofita con pseudobulbos fusiformes con hojas caducas. Florece a finales del otoño y el invierno, con una inflorescencia apical, de hasta 80 cm de largo, con  muchas flores.

## Distribución y hábitat
Se encuentra debajo de matorrales secos en la costa del Pacífico en México, cerca de Jalisco en la sombra entre cactus y árboles pequeños en las elevaciones desde el nivel del mar hasta los 100 metros. 
Ellos crecen mejor montado en pequeñas ramas cubiertas de corteza, dándole el agua solo mientras está en crecimiento.

## Taxonomía
Barkeria dorotheae fue descrita por Federico Halbinger y publicado en Orquídea (Mexico City), n.s., 6: 40. 1976.
Etimología
Ver: Barkeria